# Tillandsia anceps
Tillandsia anceps es una especie de planta epífita dentro del género  Tillandsia, perteneciente a la  familia de las bromeliáceas.  

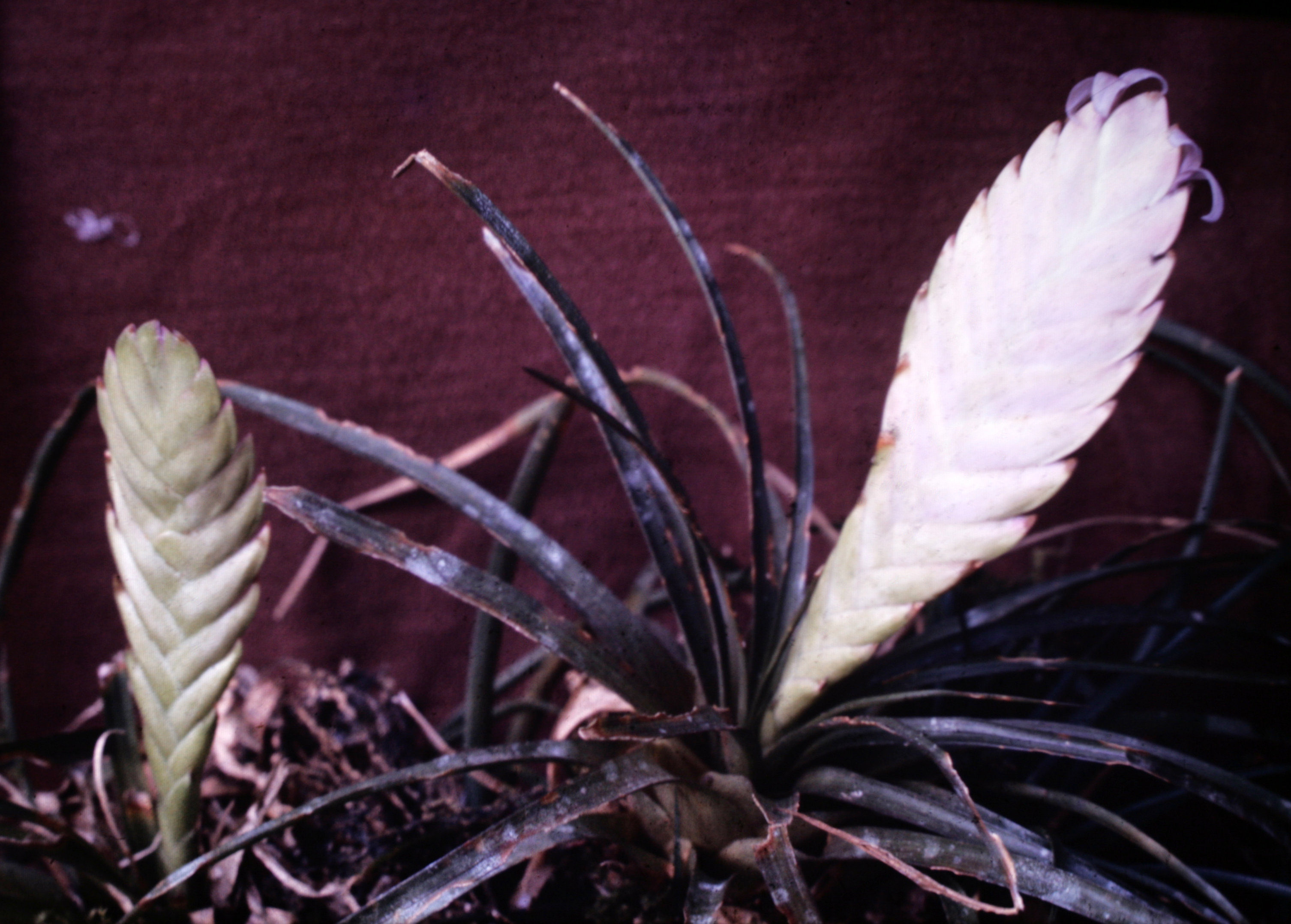
Vista de la planta

## Descripción
Son plantas acaulescentes, que alcanza un tamaño de 35 cm de alto o a veces con tallo de 10 cm. Hojas de 23–56 cm de largo; vainas de 2.5–4 cm de ancho, pajizas y concoloras con las láminas hasta café pálidas u ocres, frecuentemente con líneas longitudinales purpúreas distalmente, densamente adpreso-lepidotas; láminas angostamente triangulares,1.2–1.7 cm de ancho, finamente nervadas cuando secas, indumento inconspicuamente pálido-lepidoto adpreso. Escapo 10–15 cm de largo, brácteas mucho más largas que los entrenudos; inflorescencia simple, erecta, (6–) 9–15 cm de largo, fuertemente complanada, con (8–) 15–29 flores, brácteas florales 3–4 cm de largo, imbricadas, subpatentes, fuertemente carinadas, lisas, glabras, coriáceas, flores sésiles o con pedicelos de hasta 3 mm de largo; sépalos 2.5–3.2 cm de largo, libres, carinados; pétalos azul claros. Cápsulas más cortas que los sépalos.

## Distribución y hábitat
Es una especie poco común que se encuentra en bosques muy húmedos, bosques siempreverdes, en las zonas pacífica y atlántica; a una altitud de 0–1400 metros; fl sep–mar, fr casi todo el año; desde Centroamérica al norte de Sudamérica.

## Taxonomía
Tillandsia anceps fue descrita por Conrad Loddiges y publicado en Botanical Cabinet; consisting of coloured delineations . . 8: t. 771. 1823.
Etimología
Tillandsia: nombre genérico que fue nombrado por Carlos Linneo en 1738 en honor al médico y botánico finlandés Dr. Elias Tillandz (originalmente Tillander) (1640-1693).
anceps: epíteto latíno que significa "comprimido con 2 cabezas o bordes afilados"
Sinonimia
- Phytarrhiza anceps (Lodd.) E.Morren
- Platystachys anceps (Lodd.) Beer
- Tillandsia lineatifolia Mez
- Tillandsia xiphostachys Griseb.
- Vriesea anceps (Lodd.) Lem.
- Vriesea schlechtendalii var. alba Wittm.[7][8]